# تی‌اس‌اس کامبری (۱۸۸۹)
تی‌اس‌اس کامبری(۱۸۸۹) (به انگلیسی: TSS Cambria (1889))  کشتی که طول آن ۱۴۵٫۷ فوت (۴۴٫۴ متر) می‌باشد. این کشتی در سال ۱۸۸۹ ساخته شده است.